# Variable estática
En informática una variable estática es una variable que ha sido ubicada estáticamente y cuyo tiempo de vida se extiende durante toda la ejecución del programa. Normalmente una variable estática tiene un ámbito más amplio que otras variables. Los valores de variables estáticas se pueden establecer una vez (durante el tiempo de ejecución) o se pueden cambiar en múltiples ocasiones durante la ejecución del programa. La terminología "variable estática" se basa en C y C++, pero también se usa en muchos lenguajes de programación derivados. En lenguajes de diferente origen el mismo concepto puede denominarse "variable global".

## Constantes
Los programas informáticos pueden almacenar constantes en variables constant o en variables static, dependiendo de las posibilidades del lenguaje de programación. Por ejemplo, un programa que usa una aproximación de pi es más fácil de escribir, leer y mantener con una variable llamada "PI" en lugar de múltiples ocurrencias de "3.14159".

## Ámbito
En el lenguaje de programación C se usa static con variables globales y funciones para restringir su ámbito al archivo donde se definen. Con variables locales, static se usa para almacenar la variable en la memoria asignada de forma estática en lugar de en la memoria asignada de forma automática. Siempre y cuando el lenguaje no fije la implementación del tipo de memoria a usar, la memoria asignada de forma estática se reserva normalmente en el segmento de datos del programa durante la compilación, mientras que la memoria asignada de forma automática es normalmente implementada como pila de llamadas transitorio.

## Variables locales
La mayoría de los lenguajes de programación incluyen la posibilidad de usar subrutinas. Las variables de ámbito local en las subrutinas (variables locales) se crean y destruyen normalmente dentro de la propia subrutina (denominadas variable automática. Algunos lenguajes, sin embargo, (ej. lenguaje de programación C) permiten a las subrutinas retener el valor de las variables entre las llamadas a la función, de forma que la función puede preservar el valor de las variables si fuera necesario. Por ejemplo, una variable estática puede registrar el número de veces que una subrutina ha sido ejecutada. Para este propósito también es posible servirse de variables globales o de almacenamiento externo (ej. un archivo en un disco). Adicionalmente limita el ámbito del compilador de la variable en cuestión a esa función, incluso cuando el espacio asignado se encuentra en el área estática.

## Clases
Lenguajes orientados a objetos usan clases y objetos. En este caso, una variable de clase es una variable que no está asociada con instancias de la clase. Solo hay una única copia de la variable que se comparte entre los métodos de todas las instancias independientemente de su cantidad. En C++, las variables de clase se conocen como miembros de datos estáticos.

## Ejemplo en C
En el Lenguaje de programación C, el funcionamiento de una variable definida como estática se puede ilustrar con el siguiente código:
```
#include
 
<stdio.h>

void
 
func
()
 
{

	
static
 
int
 
x
 
=
 
0
;
 
// x es inicializada solo una vez durante las tres llamadas a func()

	
printf
(
"%d
\n
"
,
 
x
);
 
// muestra el valor de x

	
x
 
=
 
x
 
+
 
1
;

}

int
 
main
(
int
 
argc
,
 
char
 
*
 
const
 
argv
[])
 
{

	
func
();
 
// muestra 0

	
func
();
 
// muestra 1

	
func
();
 
// muestra 2

	
return
 
0
;

}

```

### Ejemplo en C#
```
public
 
class
 
Request

{

	
private
 
static
 
int
 
count
;

	
private
 
string
 
url
;

	
public
 
Request
()

	
{

		
//Create a new instance of Request

		
//Count all requests

		
Request
.
count
++
;

	
}

	
public
 
string
 
Url

	
{

		
get

		
{

			
return
 
this
.
url
;

		
}

		
set

		
{

			
this
.
url
 
=
 
value
;

		
}

	
}

	
public
 
static
 
int
 
Count

	
{

		
get

		
{

			
//Do not use the this keyword here

			
//as this refers to "THIS INSTANCE"

			
return
 
Request
.
count
;

		
}

		
//Do not allow the developer to SET this value

	
}

}

```

### Ejemplo en C++
```
class
 
Request

{

	
private
:

		
static
 
int
 
count
;

		
string
 
url
;

	

	
public
:

		
Request
()
 
{
 
count
++
;
 
}

		
string
 
getUrl
()
 
const
 
{
 
return
 
url
;
 
}

		
void
 
setUrl
(
string
 
value
)
 
{
 
url
 
=
 
value
;
 
}

		
static
 
int
 
getCount
()
 
{
 
return
 
count
;
 
}

};

int
 
Request
::
count
 
=
 
0
;

```

En este ejemplo, count se aplica a la clase mientras que url se aplica a cada instancia. Nótese que la variable count  debe inicializarse al margen de la clase.